# Hòa Giai (tàu hỏa)
Hòa Giai (tiếng Trung: 和谐号; Hán-Việt: Hòa Giai hiệu), còn được gọi là CRH sê-ri EMU, là một thuật ngữ ô cho các tàu cao tốc nhiều đơn vị do China Railway vận hành dưới thương hiệu Đường sắt cao tốc Trung Quốc (CRH). Tất cả các loạt Hòa Giai đều dựa trên công nghệ phát triển của nước ngoài và sau đó được sản xuất tại Trung Quốc thông qua giấy phép chuyển giao công nghệ, với mục tiêu cuối cùng là Trung Quốc có được bí quyết và khả năng sản xuất tàu hỏa tốc độ cao.
Sê-ri Hài Hòa không thuộc bất kỳ nền tảng nào, thay vào đó bao gồm tất cả các tàu cao tốc ở Trung Quốc có nguồn gốc từ công nghệ nước ngoài, cụ thể là CRH1, CRH2, CRH3, CRH5 và CRH6. Mặc dù các biến thể sau này của Hexie như CRH380A được thiết kế bởi các công ty Trung Quốc, chúng vẫn được phân loại là CRH do kết hợp công nghệ nước ngoài.